# 八幡神社 (あきる野市)
八幡神社（はちまんじんじゃ）は、東京都あきる野市山田にある神社。地名から「山田八幡神社」とも称される。

## 祭神
- 応神天皇

## 歴史
この神社は、文和年間（1352年～1356年）に創建されたという。

## 文化財
- あきる野市指定無形民俗文化財
  - 山田獅子舞

9月の第1日曜日に演じられる獅子舞で、この神社のほか地区内の天神社などでも演じられる。

## 所在地
- 東京都あきる野市山田477